# Том-Усінська ТЕС
Том-Усінська ТЕС — теплова електростанція у Кемеровській області Росії. 
В 1958 – 1960 роках на майданчику станції стали до ладу п’ять енергоблоків, кожен з яких мав турбіну Ленінградського металічного заводу типу К-100-90 потужністю по 100 МВт та по два парових котла – у трьох перших блоках виробництва Таганрозького котельного заводу типу ТП-42 продуктивністю по 230 тон пари на годину і у двох наступних блоках типу ТП-10 продуктивністю по 220 тон пари на годину. 
В 1963 – 1965 роках стали до ладу три енергоблоки, кожен з яких отримав паровий котел продуктивністю 640 тон пари на годину та парову турбіну від Ленінградського металічного заводу типу К-200-130 потужністю 200 МВт.
В якийсь момент турбіни блоків №4 та №5 були модернізовані у теплофікаційні типу Т-86-90/2,7 зі зменшенням потужності до 86 МВт, тоді як блоки №№ 6 – 9 в 1992 – 1996 роках отримали турбіни типу К-215-130-1.
В 2014-му блоки №4 та №5 пройшли ще одну модернізацію під час якої вони отримали нові турбіни виробництва концерну «Силові машини» типу КТ-120-8,8-2М потужністю 124 МВт (у блоці 4) та 121 МВт (у блоці 5). Таким чином, загальна потужність станції досягнула 1345 МВт.
В 2023-му завершили другу модернізацію блоку №7, під час якої він отримав нові паровий котел та генератор. До 2026-го планується провести модернізацію блоків 6, 8, 9 та 3.
Як паливо ТЕС використовує вугілля. 
Для видалення продуктів згоряння призначені чотири димарі – один заввишки 120 метрів, один 130 метрів та два по 150 метрів. 
Для технологічних потреб використовується вода з річки Том.
Видача продукції відбувається по ЛЕП, що працюють під напругою 110 кВ та 220 кВ.